# جزیره نیپیسات
جزیره نیپیسات یک جزیره کوچک و غیرمسکونی در شهرداری ققاتا در گرینلند است.
جزیره نیپیسات ۱۵ کیلومتری جنوب سیسیمیوت در تنگه دیویس قرار دارد.